# Гошаванк
Гошава́нк (арм. Գոշավանք), Нор Гети́к (арм. Նոր Գետիկ) — армянский средневековый монастырский комплекс XII—XIII веков в селе Гош, Тавушской области Армении.

## Исторический очерк
Расположен в области Кайен провинции исторического Гугарка, Великой Армении. На месте разрушенной от землетрясения монастыря Гетик основал Мхитар Гош при содействии князя Иване Закаряна в 1188 году. Получил название Нор-Гетик, что по-армянски означает Новый Гетик (от Гет — река, из-за проходящей рядом реки). После смерти Гоша в 1213 году монастырь стали называть также Гошаванк. Один из крупнейших культурных, образовательных и религиозных центров средневековой Армении. В источниках упоминается как семинария, университет и т. д. Здесь учились и жили видные культурные деятели Армении Ванакан Вардапет и Киракос Гандзакеци. Согласно надписям на церкви а также сообщениям Гандзакеци большую часть здании построил архитектор Мхитар по прозвищу «Хюсн». Кроме него, в источниках упоминаются зодчие Григор и Закиос.
Комплекс включает церкви Аствацацин (1191—1196) типа купольного зала, гавит (1197—1203), церковь св. Григория (1208—1241) типа купольного зала, а также  маленькую церковь Лусаворич (1237—1241) типа сводчатого зала, 2-этажное здание с книгохранилищем (до 1231) в 1-м этаже и храмом, увенчанным звонницей-ротондой, на втором (1241—1291), несколько часовен (в том числе Рипсимэ, 1208) и других зданий. На территории монастыря — разрушенный склеп Мхитара Гоша, кладбища и искусно сделанные хачкары.

В тринадцатом веке армянский историк Киракос Гандзакеци описывая освящение церкви в Гошаванке,  восхвалял ковер, сотканный для монастыря его царственными покровительницами и их сестрами: 
прекрасная завеса, которую она (царевна Арзу-Хатун) соткала для покрытия святой апсиды, дивная на вид, (сотканная) из очень тонкой козьей шерсти, окрашенная в разные цвета... как скульптурная работа и с живописными изображениями….Спасителя нашего и других святых, которые своей красотой изумляли зрителей.. Люди увидевшие этот ковер, воздавали хвалу Богу, за то что он дал женщинам знание ткачества и талант создавать подобия… Кроме того что она соткала прикрытие для этой церкви, она сделала то же самое и для монастырей Ахпат, Макараванк и Дади Ванк

В 1890-х годах Смбат Парсаданян отремонтировал церковь Св. Ованеса Карапета, построенную Мхитаром Гошем.
В 1957—1966 годах памятники Гошаванка были реставрированы. В 1958 году возле могилы Мхитара Гоша поставили ему памятник. В 1972 году здесь был создан историко-архитектурный музей. В 1978 году территория монастыря была благоустроена.
До сегодняшнего дня сохранились многие рукописи, написанные в Гошаванке.
В паре километров от Гошаванка, в лесу, живописнейшем месте находится Гошалич (дословно озеро Гоша)

## Галерея

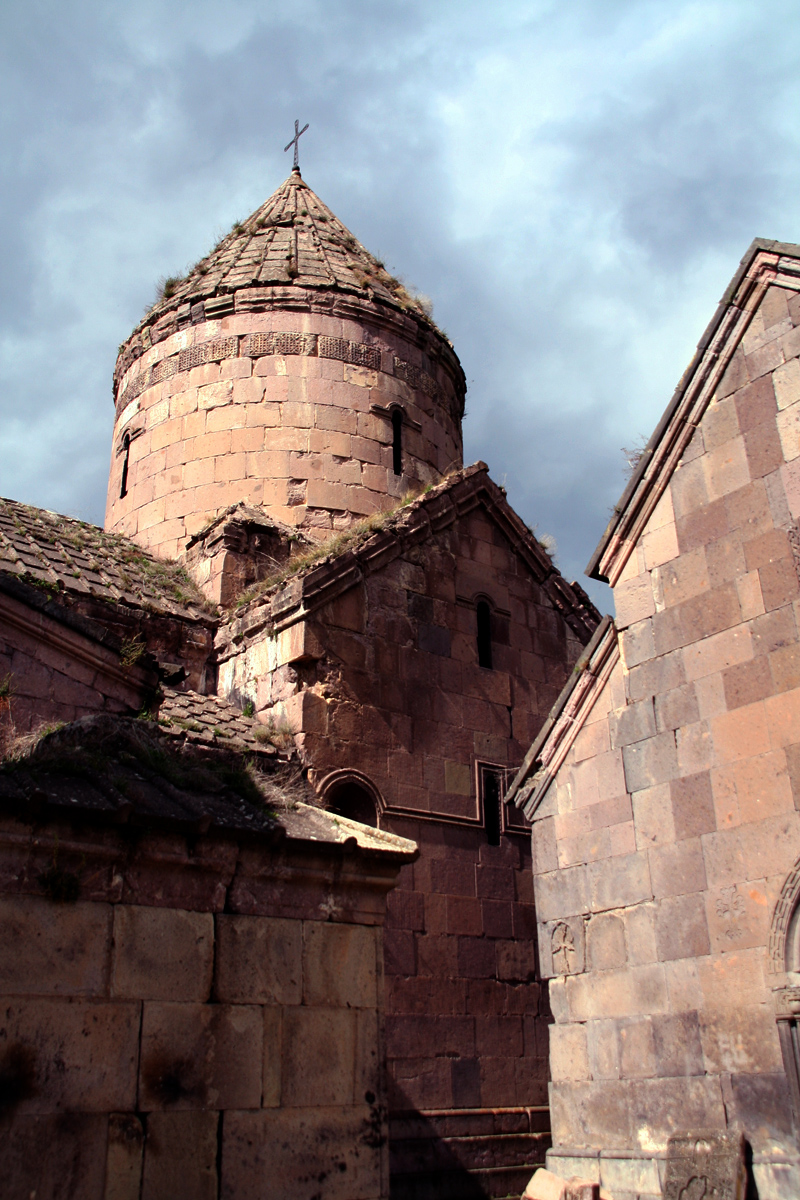
Церковь Сурб Аствацацин
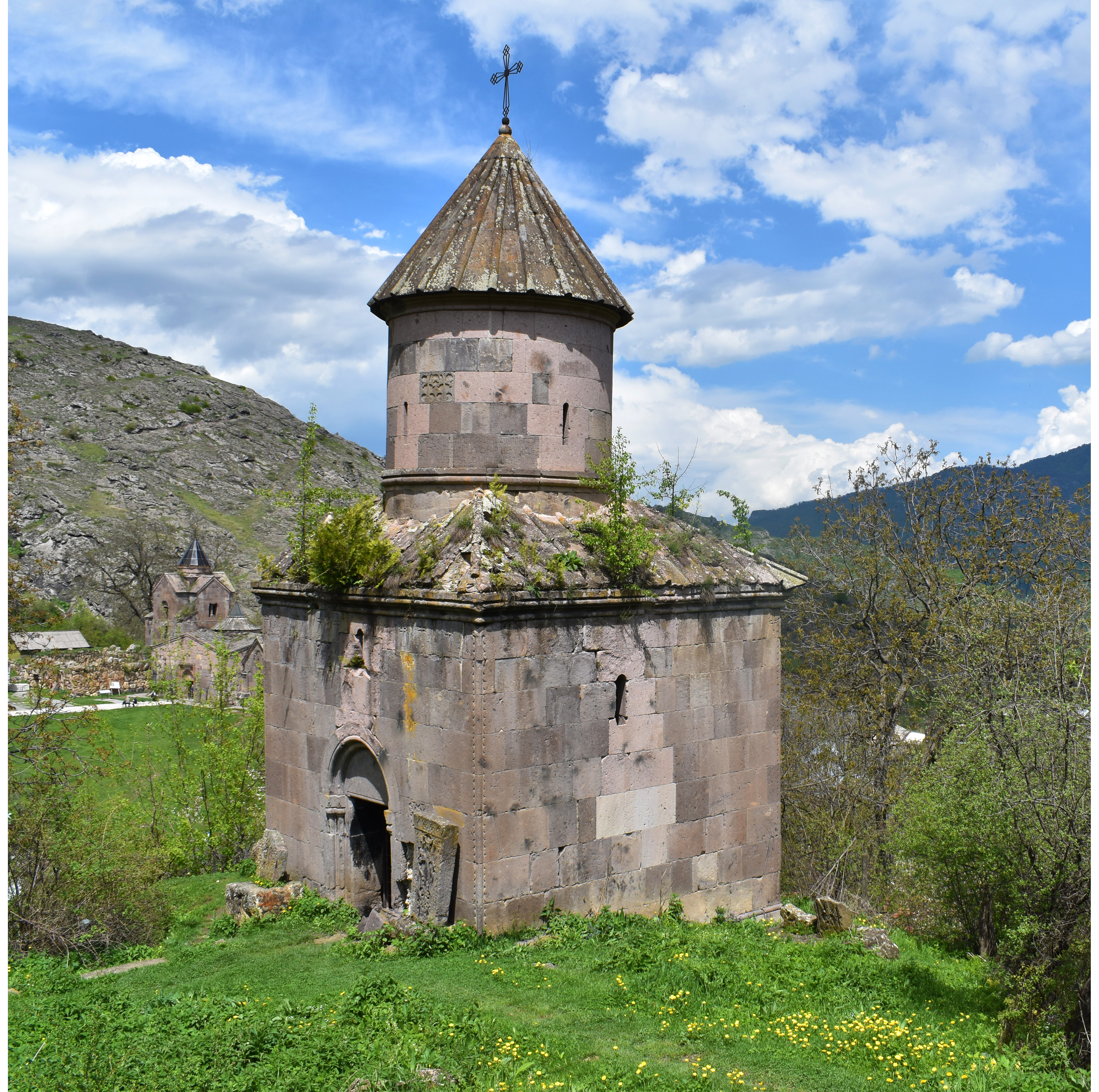
Церковь Сурб Геворг
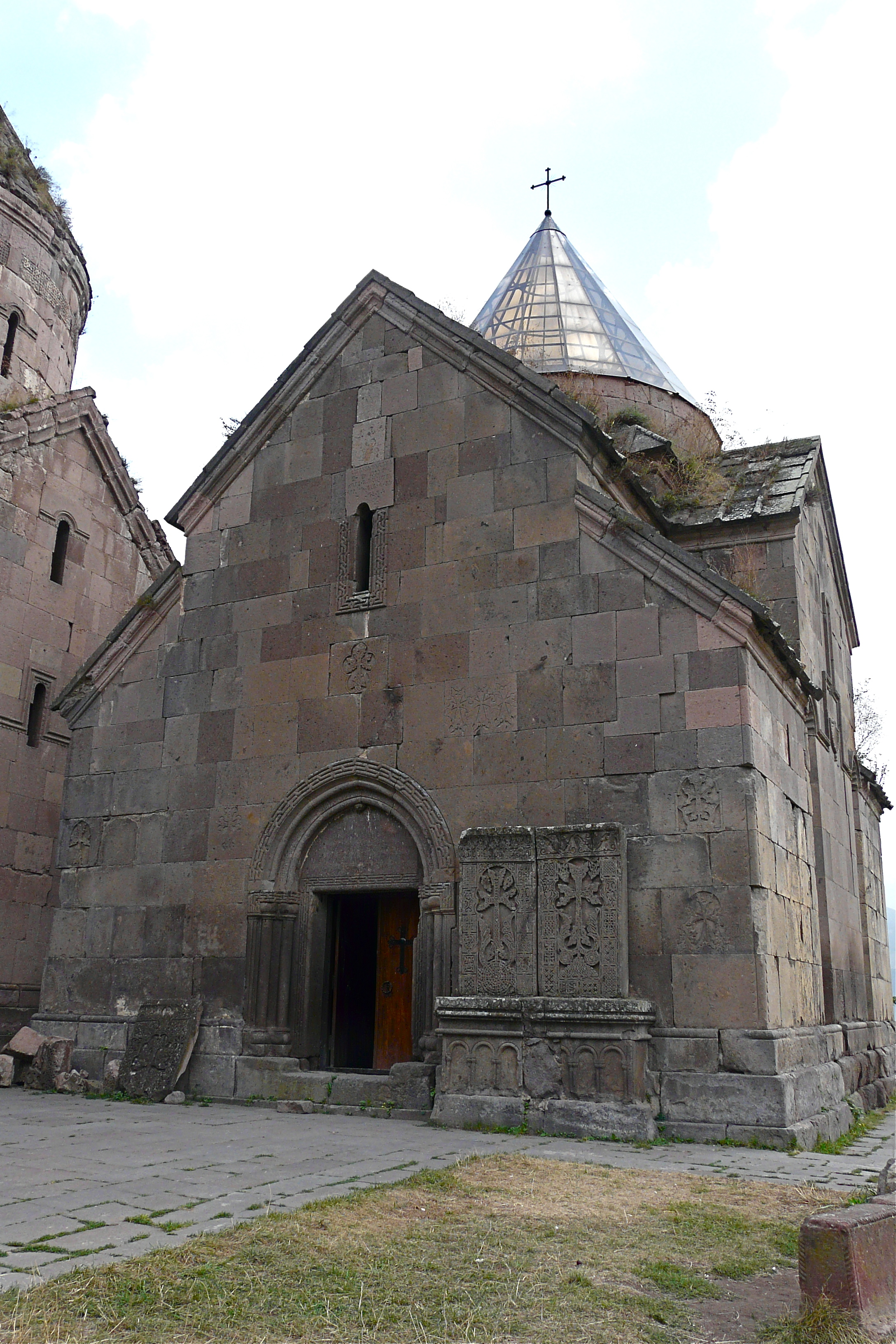
Церковь Сурб Григор
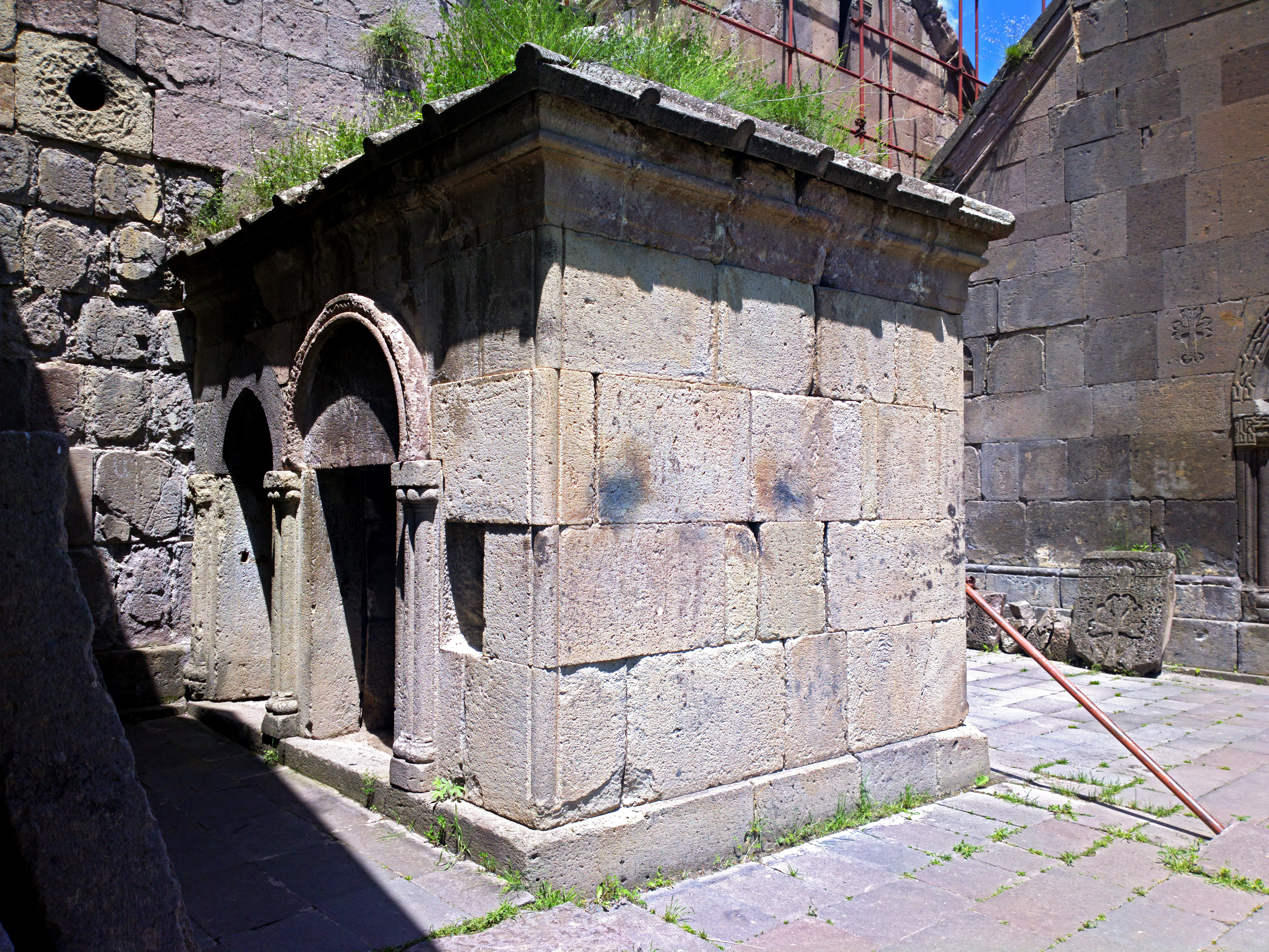
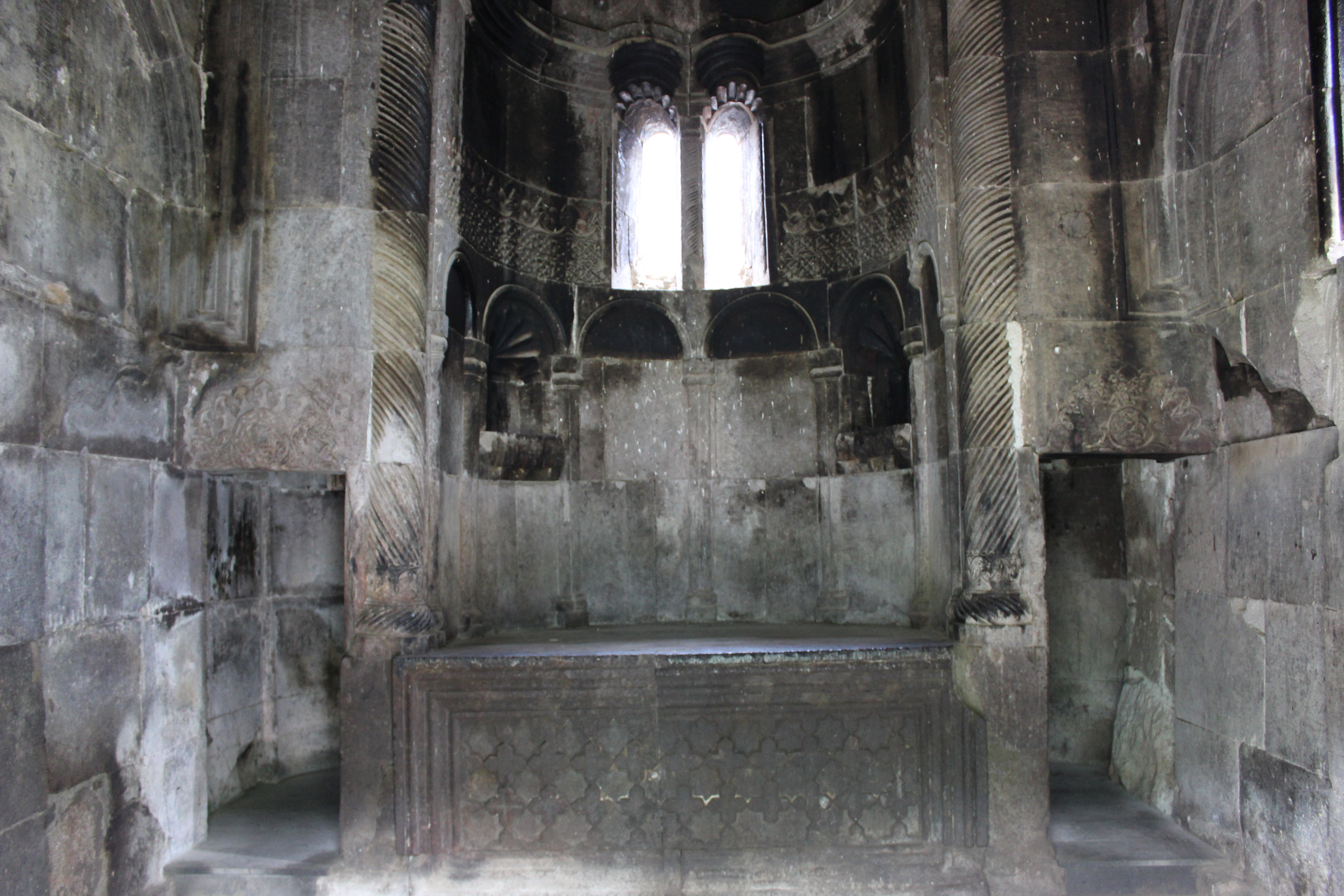
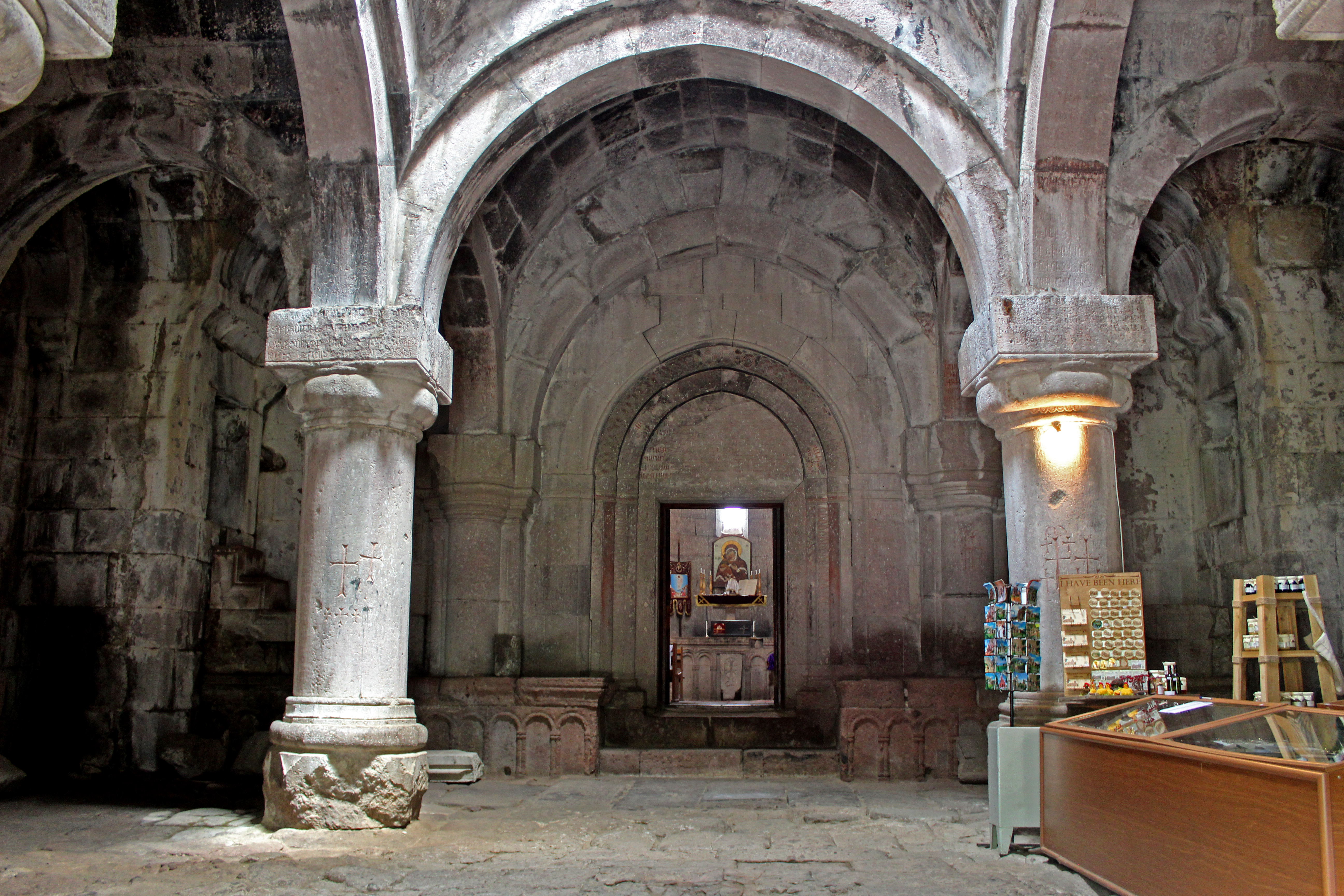
Гавит Гошаванка изнутри
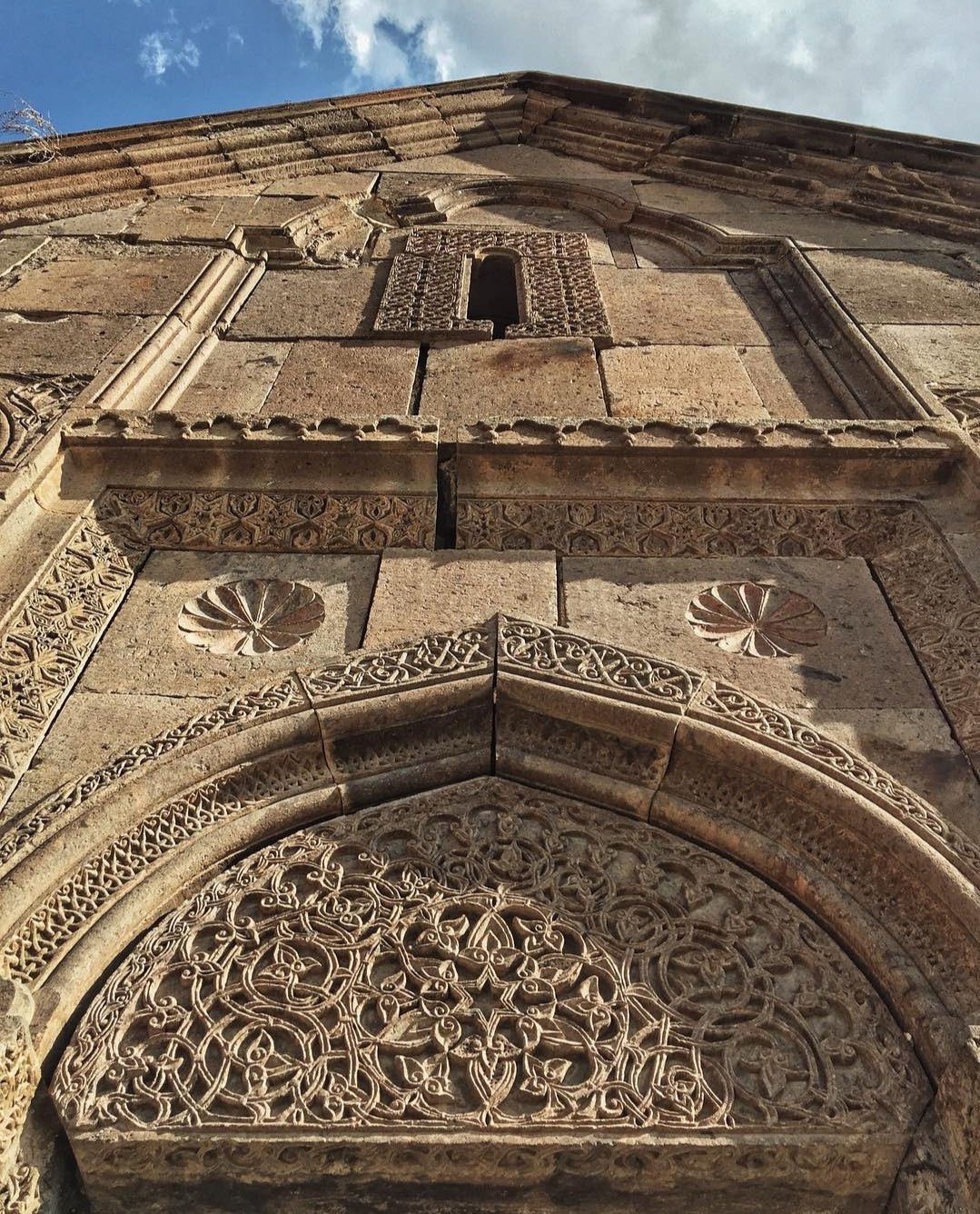
Детали фасада главного храма
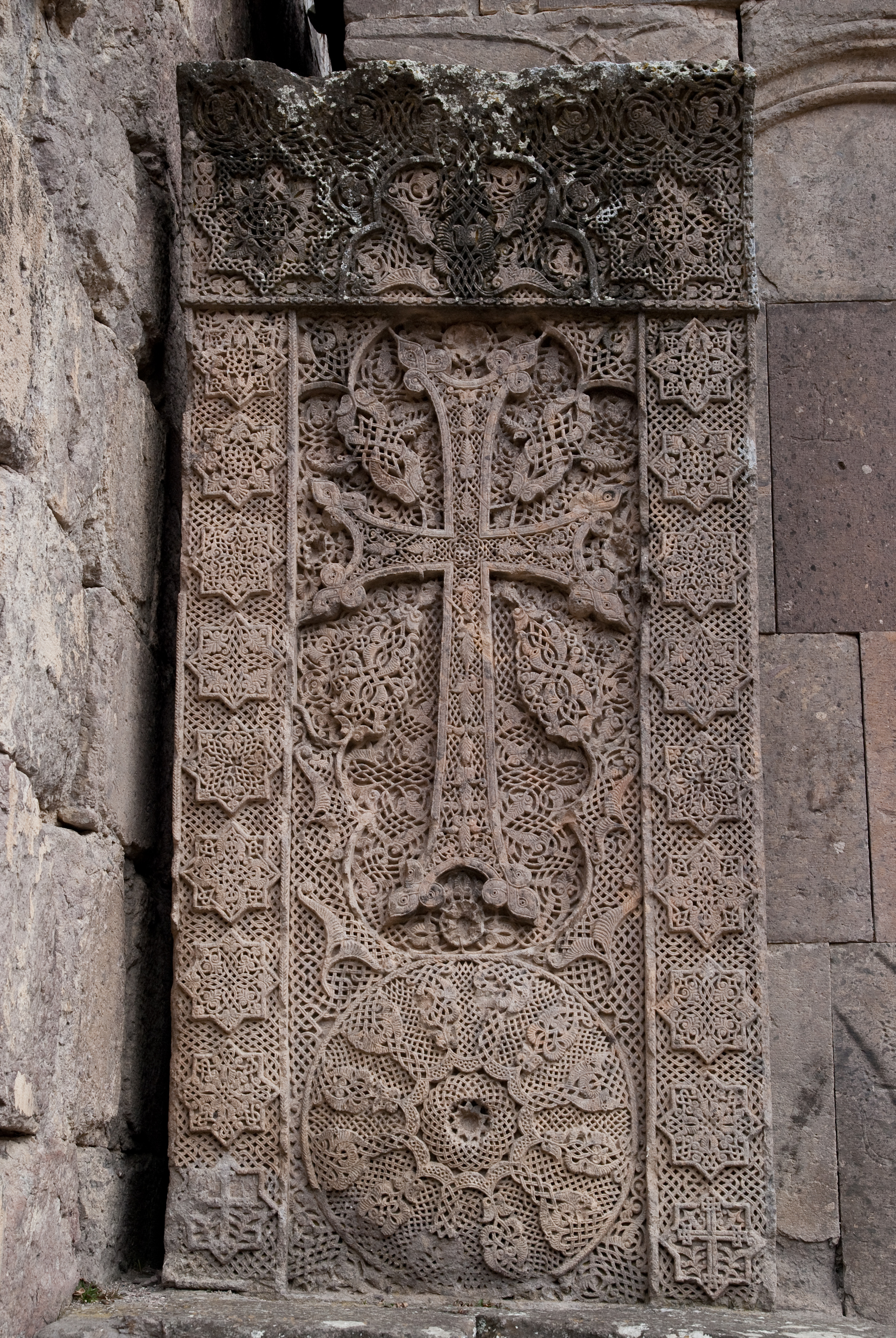
Знаменитый хачкар в Гошаванке, известный как «Асегнагорс» (Вырезанный иглой), 1291 год
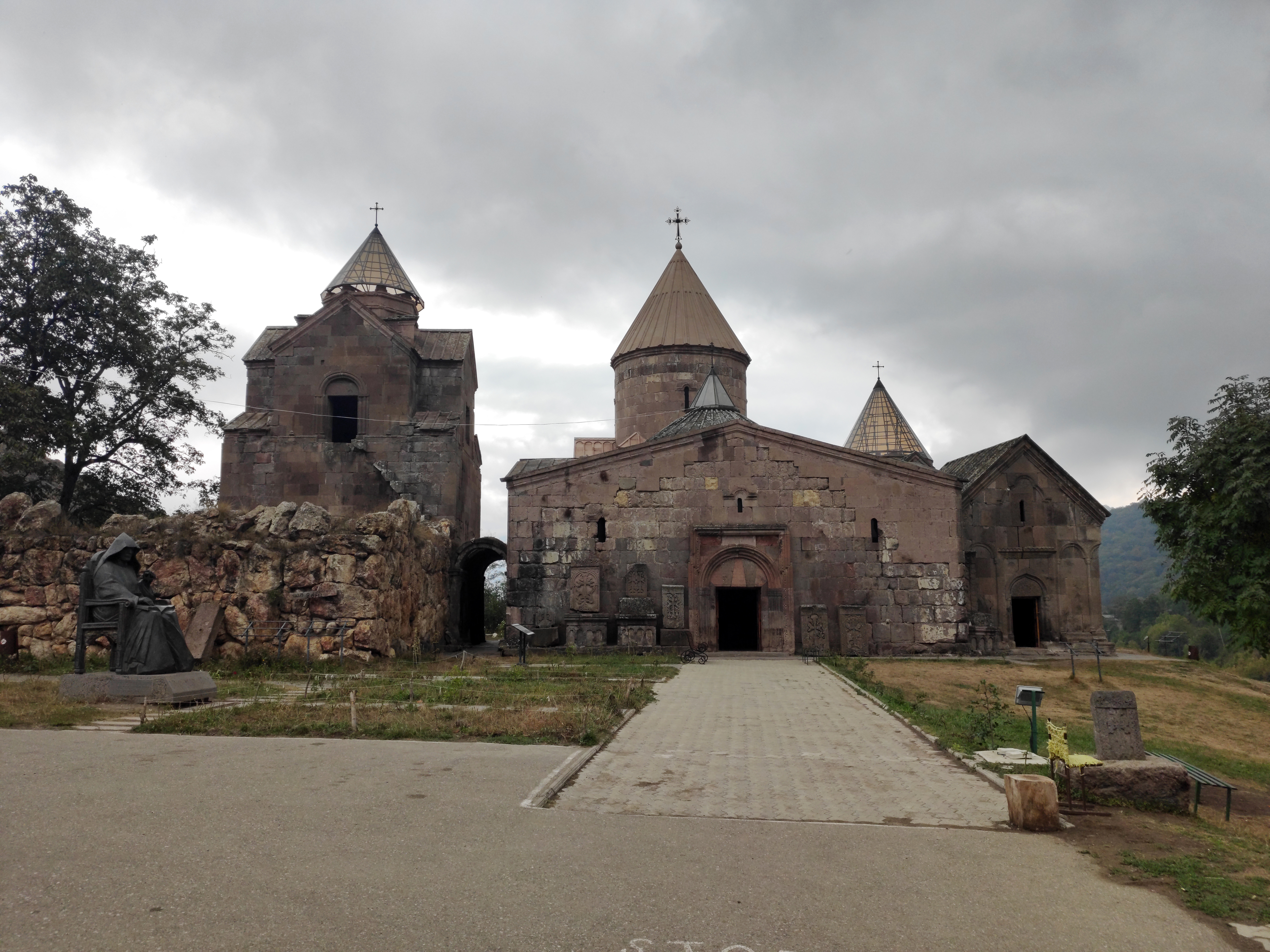
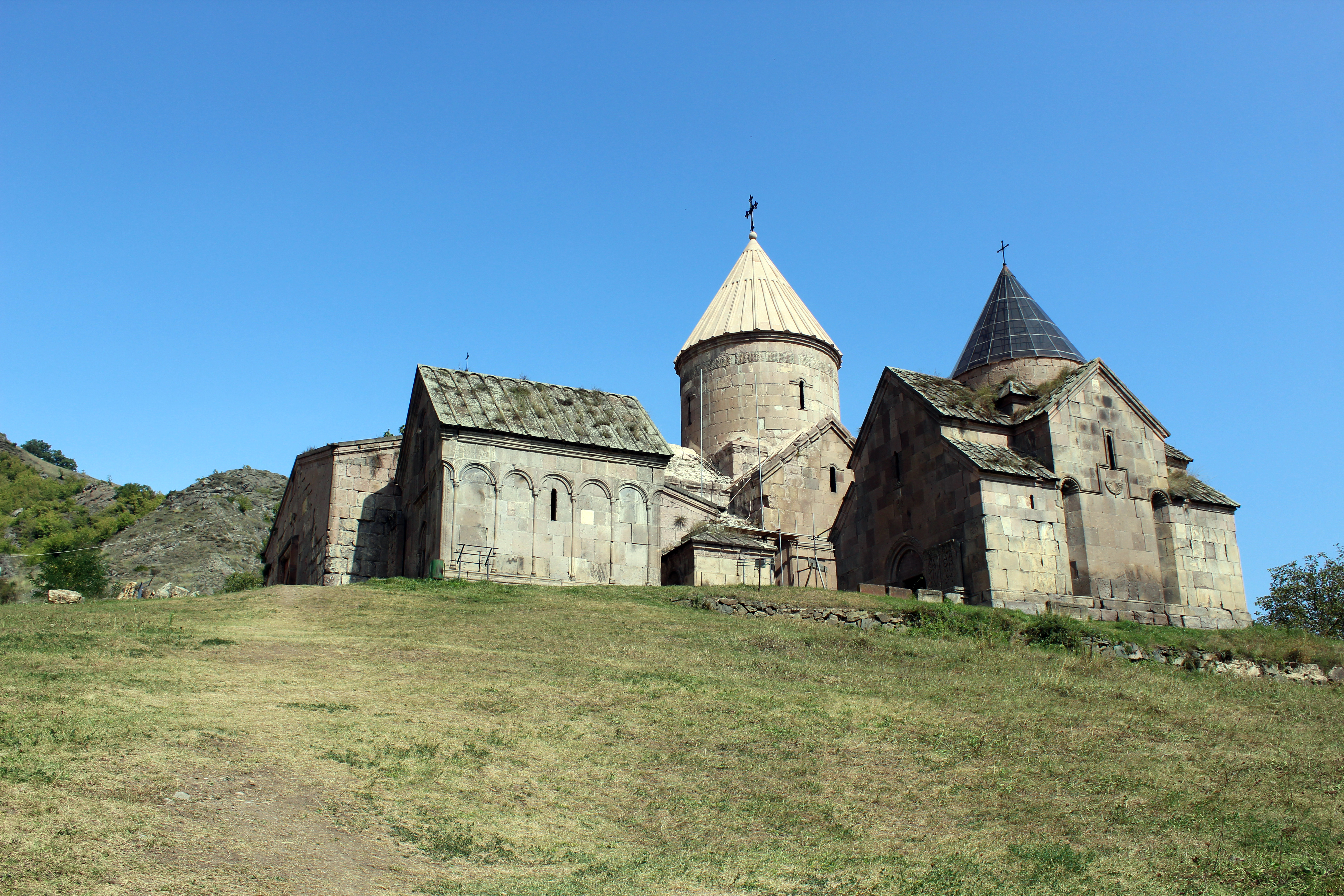
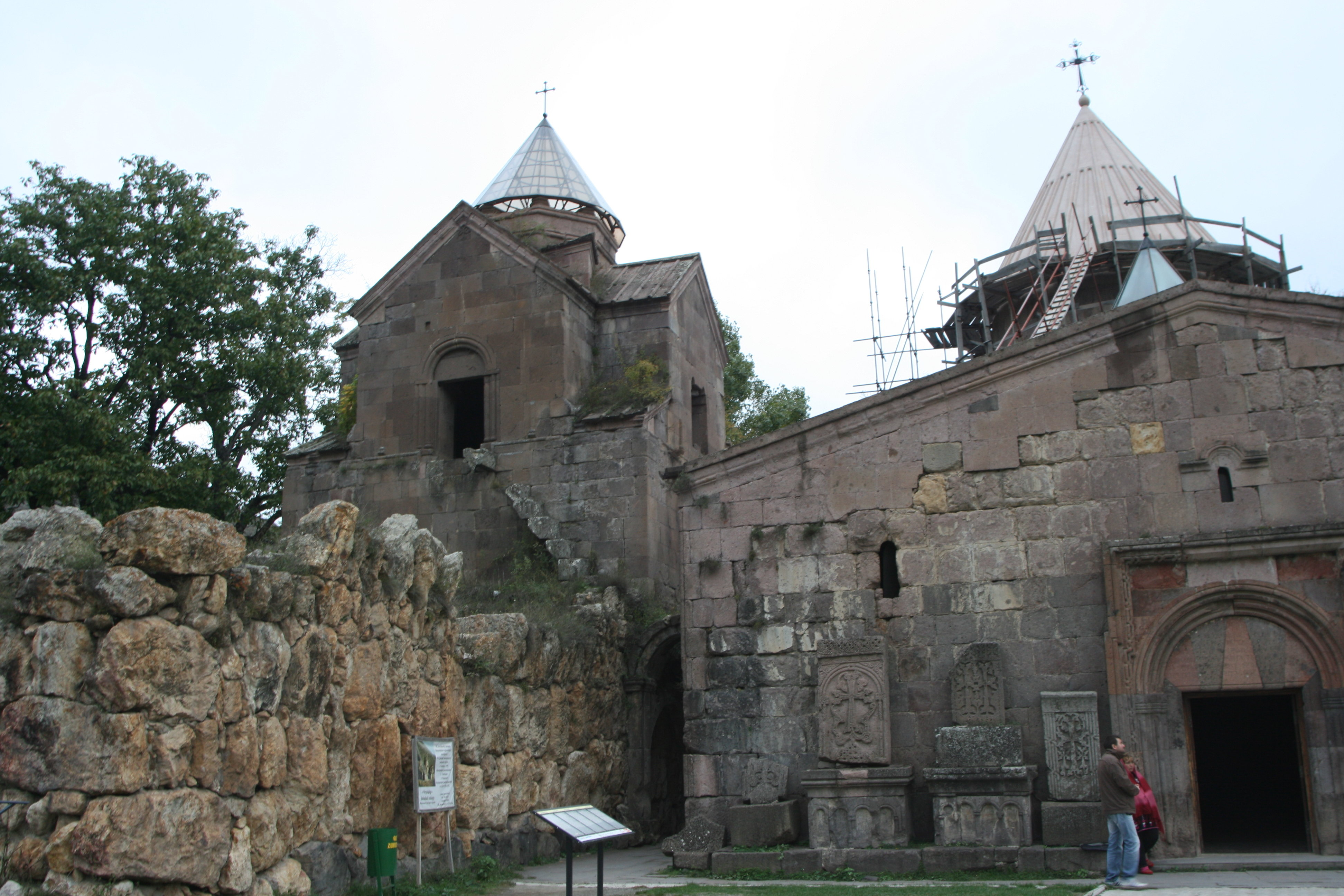
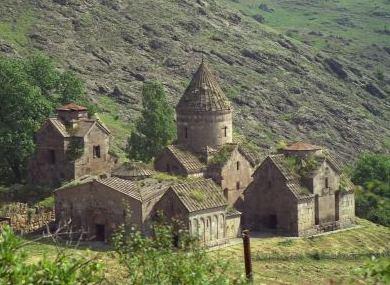